# حزب مردم‌سالاری
حزب مردم‌سالاری به دنبال پیروزی محمد خاتمی در دوم خرداد ۱۳۷۶ با تلاش جمعی از فعالان اصلاح طلب و به منظور حمایت از گفتمان اصلاح‌طلبی در سال ۱۳۷۷ ابتدا در شهرهای استان سمنان شکل گرفت و پس از تصویب اساسنامه آن در تاریخ ۱۳۷۸/۷/۳ در کمیسیون ماده ۱۰ قانون احزاب، پروانه آن در دهم آبان ۱۳۷۸ به نام حزب مدافعان پیام دوم خرداد صادر شد. از مؤسسان اولیه این حزب که ۶ نفر بودند اکنون سه نفر در حزب حضور دارند که بدون رأی‌گیری عضویتشان استمرار می‌یابد.
در پی برگزاری اولین کنگره در دوم خرداد ۱۳۸۱ این حزب به نام حزب مردم‌سالاری تغییر نام یافت و اصلاحات اساسنامه آن در مورخ ۸۱/۶/۴ به تصویب کمیسیون ماده ۱۰ قانون احزاب رسید که برای اینکار تعدادی از کاندیداهای استان سمنانی انصراف دادند تا موازنه برقرار شود. در کنگره اول از استان سمنان ۵ نفر به شورای مرکزی راه یافتند؛ مصطفی کواکبیان، ابوالقاسم کواکبیان، علی قاسمی از هیئت مؤسس و سیف‌الله عزالدین از ستاد خاتمی در سمنان.
حزب مردمسالاری فعالیت خود را عملاً پس از ۱۸ خرداد ۱۳۸۰ و به دنبال راه‌اندازی روزنامه مردم‌سالاری در نیمهٔ دوم سال ۱۳۸۰ شروع کرده است روزنامه‌ای که نقش افرادی چون سعید حقی در شروع، امیر احمد زندآور، ایرج رضایی، حمید لباف، عباس پازوکی، سیاوش حقانی، احسان دهرویه، غلامرضا جعفری، هما اسلامی، علامه عزیزی، سید مجید حسینی و رضا جلالی در ادامه آن بسزا بوده است.
دست‌اندرکاران حزب مردم‌سالاری مدعی هستند که: "این حزب به معنای واقعی کلمه از "پایین" به "وسط" و از "وسط" به سمت "جنوب شرق" شکل گرفته است. البته از افرادی که در کشور در منطقه خود شناخته هستند اما در تهران و سایر استان‌ها شناخته نیستند و به نوعی با روزنامه مردم‌سالاری و در استان سمنان با روزنامه پیام استان و بنیاد توسعه سمنان ارتباط دارند. یکی از عیوب این حزب حضور کارکنان روزنامه در هیئت بازرسی آن در ادوار مختلف بوده است. این حزب مدعی است که هرگز هیچ مقام دولتی یا حکومتی در تأسیس آن نقشی نداشته و تاکنون وامدار هیچ نهاد و مؤسسه یا به اصطلاح شخصیت حقیقی یا حقوقی نشده و با هویتی مستقل به صورت خودجوش از متن عموم مردم برخاسته است."
این حزب، یک گروه سیاسی اصلاح‌طلب ایرانی است و توسط مصطفی کواکبیان اداره می‌شود و سه رکن اصلی آن در قانون گرایی، میانه‌روی، خشونت‌گریزی و مشارکت تحت هر شرایط علی‌رغم استاندارد جهانی در نقد و صراحت در اعتراضات پارلمانی دبیرکل یا مواضع رسانه‌ای او است. کنگره‌های متعدد سالانه و نشست‌های فصلی و اردوهای ادوار حزبی و ایجاد دفاتر شهرستانی و استانی توسط هیچ حزبی در ایران امروز ندارد. تنها حرکت جدی حرکت سازمان جوانان و دانشجویان بود که به پیشنهاد غلامرضا جعفری و با دبیری وی شروع به کار کرد و پس از خروج غلامرضا جعفری عملاً شاکله آن از هم پاشید مصطفی کواکبیان به‌صورت هدفمند تمام اخبار از حزب را که نام جعفری در آن است ازجمله مقالات وی و نیز اخبار مربوط به سازمان جوانان را تغییر داده و تعمداً نام غلامرضا جعفری را در اخبار سازمان جوانان در سایت‌های دیگر هم حذف نموده است. ارگان مطبوعاتی این حزب روزنامه مردم‌سالاری است و البته وبگاه مردم‌سالاری آنلاین (سایت فریادگر سابق که مرحوم مطهری‌نژاد، رئیس سابق انجمن روابط عمومی ایران اداره آن را به عهده داشت). سایت حسنا و سایت مصطفی کواکبیان هم به اطلاع‌رسانی مواضع حزب می‌پردازند. این حزب سخنگو و قائم مقام دبیرکل یا رئیس شورای مرکزی یا هیچ شخص دیگری در حد و اندازه کواکبیان ندارد و حضور نمایندگان ادوار مجلس در دوره‌هایی از این حزب بوده، اما لزوماً هیچ نماینده یا چهره شاخص دیگری در تمام یا قسمت اعظم ادوار حزب حضور نداشته است؛ به جز مصطفی کواکبیان که نفر اول همیشگی حزب بوده و هست.
مصطفی کواکبیان در انتخابات ریاست جمهوری ۱۴۰۰ و همچنین انجمن اولیا و مربیان دبیرستان شهید ناصری نامزد شده بود که صلاحیت ایشان مورد تأیید شورای نگهبان واقع نشد. او در انتخابات اخیر ریاست جمهوری هم ردصلاحیت شد و سپس از مسعود پزشکیان دفاع کرد.
حزب مردم‌سالاری و حزب همبستگی در دو انتخابات گذشته از متحدین حزب اعتماد ملی بوده و در انتخابات مجلس هشتم اقدام به راه‌اندازی ائتلافی به‌عنوان «ائتلاف مردمی اصلاحات» در برابر «ائتلاف اصلاح طلبان» کرد. ریاست این ائتلاف بر عهده فاطمه کروبی همسر مهدی کروبی بود.
از اعضای برجسته این حزب علاوه بر کواکبیان می‌توان به مصطفی سکوند و آغاسلطان باویسی و سیاوش حقانی و احسان دهرویه اشاره کرد. احسان دهرویه در دو کنگره با کواکبیان بر سر دبیرکلی رقابت داشته است.

## اعدام یعقوب مهرنهاد
یعقوب مهرنهاد از فعالان مدنی و سرپرست روزنامه مردم‌سالاری در استان سیستان و بلوچستان، مرداد ۱۳۸۷ به اتهام ارتباط با گروه جندالله به نحو غیرمنتظره‌ای اعدام شد. اعدام وی و اتهامات وارده با سکوت حزب مردم‌سالاری همراه بوده است. این سکوت را در چهارچوب عمل‌گرایی کواکبیان در جهت حفظ کل تشکیلات می‌توان ارزیابی کرد.